# Llista de capitals d'estats independents
Vet aquí una llista de les capitals d'estats independents del món, ordenades alfabèticament, amb l'estat al qual corresponen indicat al costat de cadascuna.
En els estats que tenen més d'una capital, entre parèntesis s'indica el rang de cadascuna: 
- capital administrativa: on hi ha les oficines i els ministeris del Govern i, en general, l'administració de l'Estat
- capital judicial: on hi ha la seu del Tribunal Suprem
- capital legislativa: on hi ha la seu del Parlament
- capital oficial: la que la Constitució considera com a tal
- capital oficiosa: tot i que no és designada com a capital oficial de l'Estat, de fet actua com si ho fos
- capital reial: on hi té la residència la família reial

| Índex A B C D E F G H I J K L M N O P Q R S T U V W X Y Z |

## A

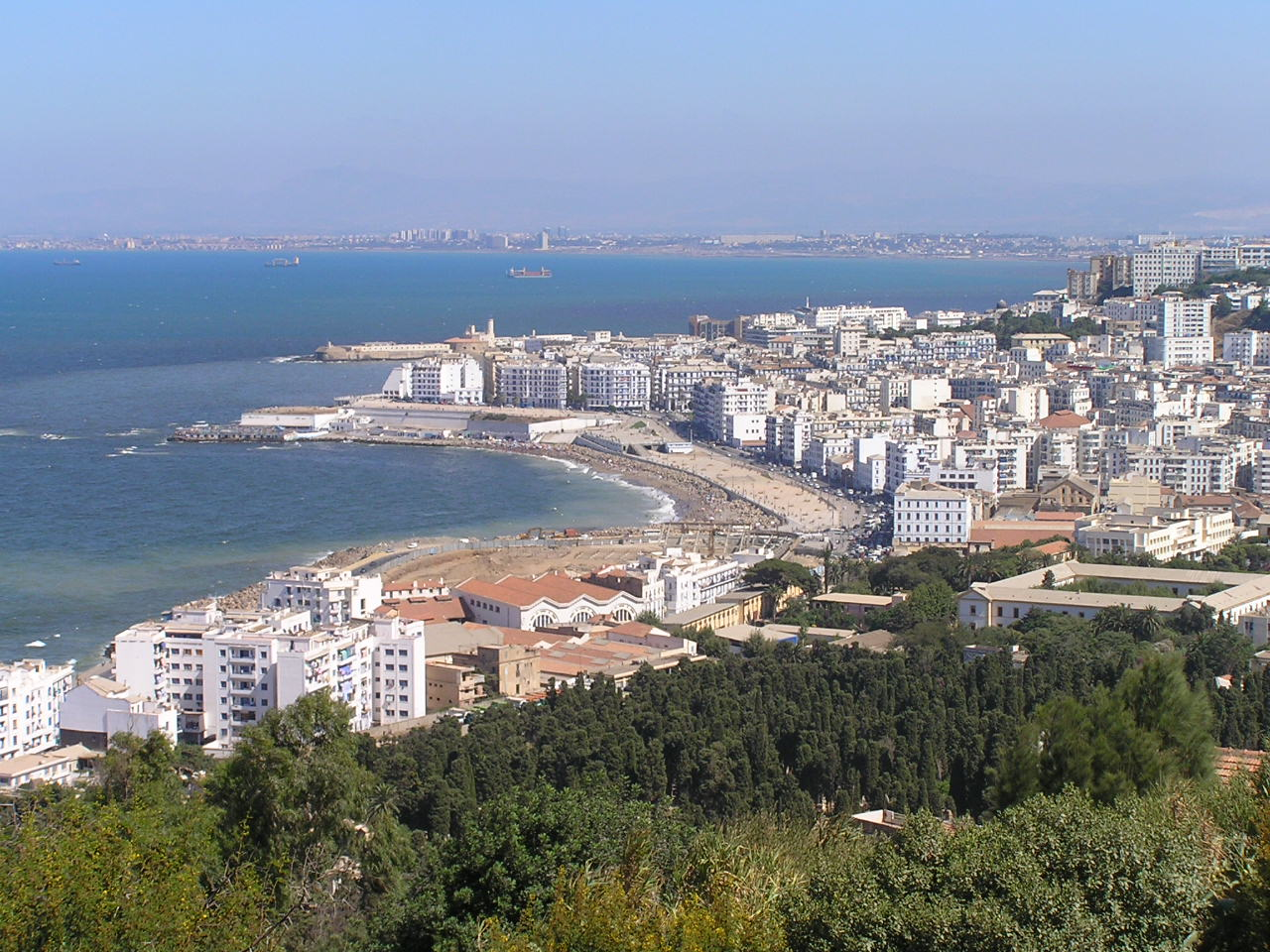
Alger

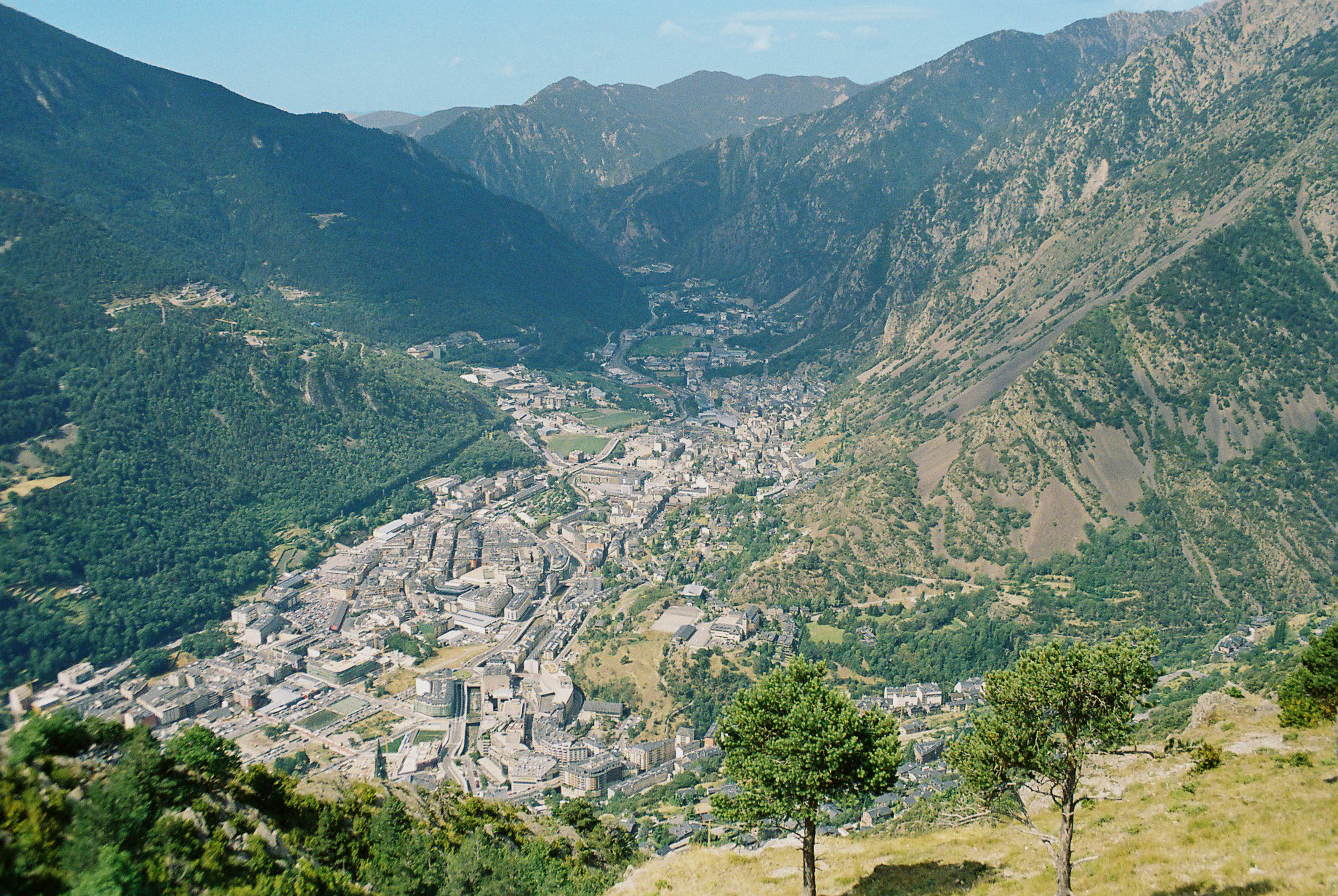
Andorra la Vella

- Abidjan (Costa d'Ivori) (capital administrativa)
- Abu Dhabi (Emirats Àrabs Units)
- Abuja (Nigèria)
- Accra (Ghana)
- Addis Abeba (Etiòpia)
- Alger (Algèria)
- Amman (Jordània)
- Amsterdam (Països Baixos) (capital oficial)
- Andorra la Vella (Andorra)
- Ankara (Turquia)
- Antananarivo (Madagascar)
- Apia (Samoa)
- Aşgabat (Turkmenistan)
- Asmara (Eritrea)
- Astanà (Kazakhstan)
- Asunción (Paraguai)
- Atenes (Grècia)

## B
- Bagdad (Iraq)
- Bakú (Azerbaidjan)
- Bamako (Mali)
- Bandar Seri Begawan (Brunei)
- Bangkok (Tailàndia)
- Bangui (República Centreafricana)
- Banjul (Gàmbia)
- Basseterre (Saint Kitts i Nevis)
- Beirut (Líban)
- Belgrad (Sèrbia)
- Belmopan (Belize)
- Berlín (Alemanya)
- Berna (Suïssa)
- Bissau (Guinea Bissau)
- Bixkek (Kirguizstan)

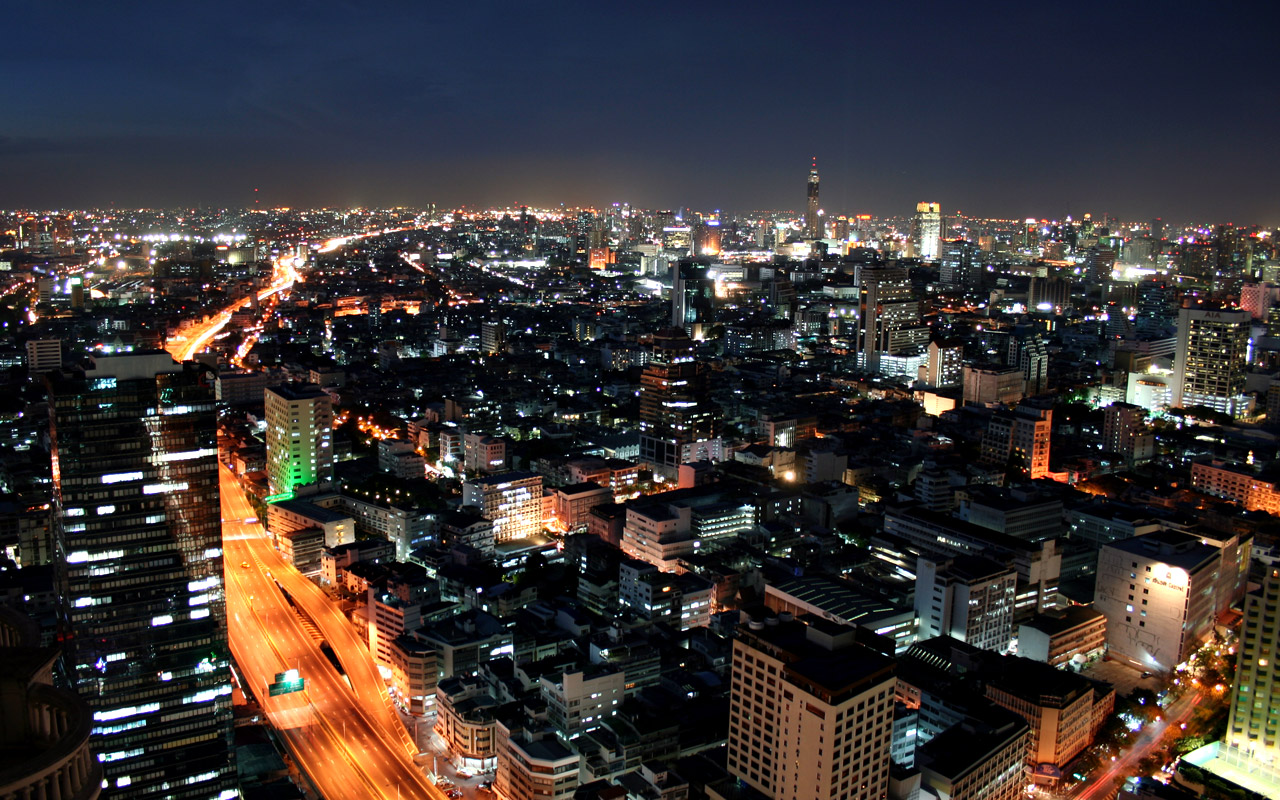
Bangkok

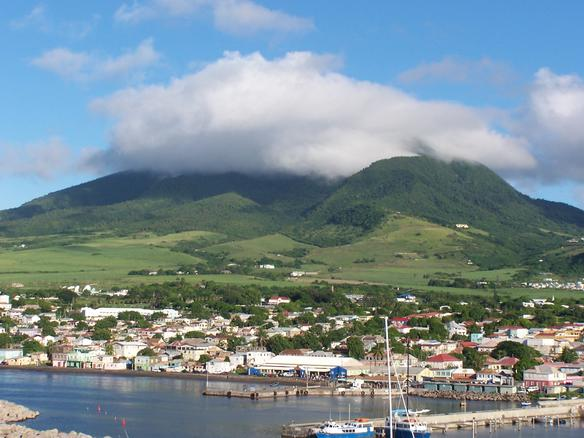
Basseterre

- Bloemfontein (Sud-àfrica) (capital judicial)
- Bogotà (Colòmbia)
- Brasília (Brasil)
- Bratislava (Eslovàquia)
- Brazzaville (República del Congo)
- Bridgetown (Barbados)
- Brussel·les (Bèlgica)
- Bucarest (Romania)
- Budapest (Hongria)
- Buenos Aires (Argentina)

## C
- el Caire (Egipte)
- Canberra (Austràlia)
- Caracas (Veneçuela)
- Castries (Saint Lucia)
- Chişinău (Moldàvia)

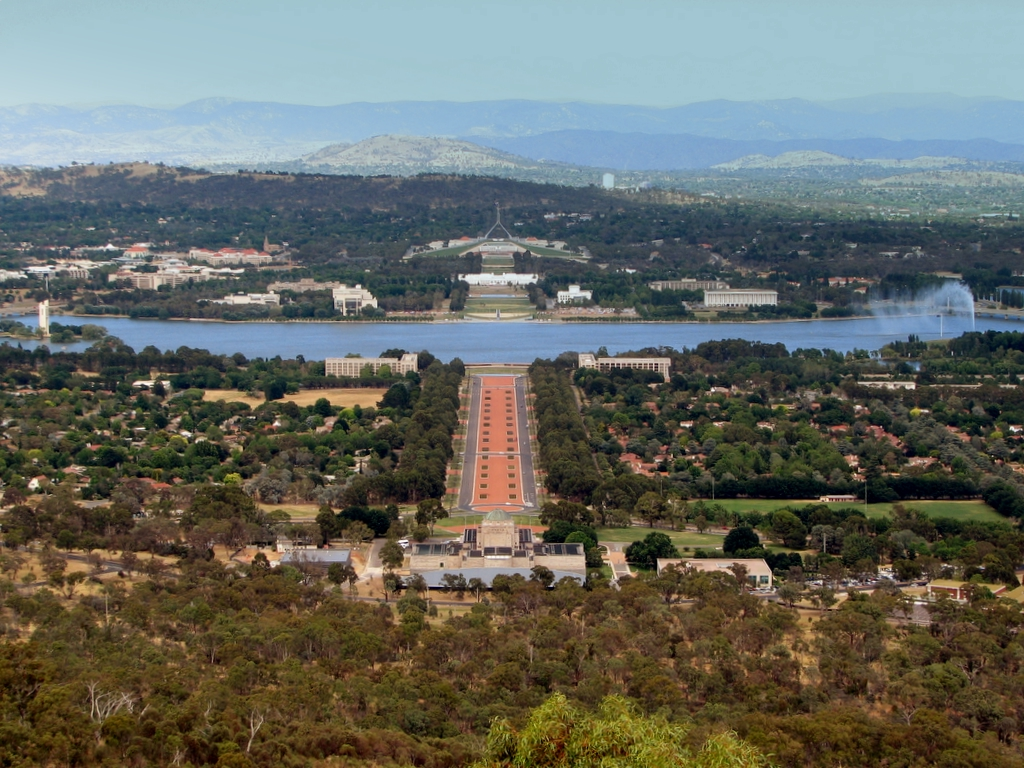
Canberra

- Ciutat del Cap (Sud-àfrica) (capital legislativa)
- Conakry (Guinea)
- Copenhaguen (Dinamarca)
- Cotonou (Benín) (capital oficiosa)

## D
- Dakar (Senegal)

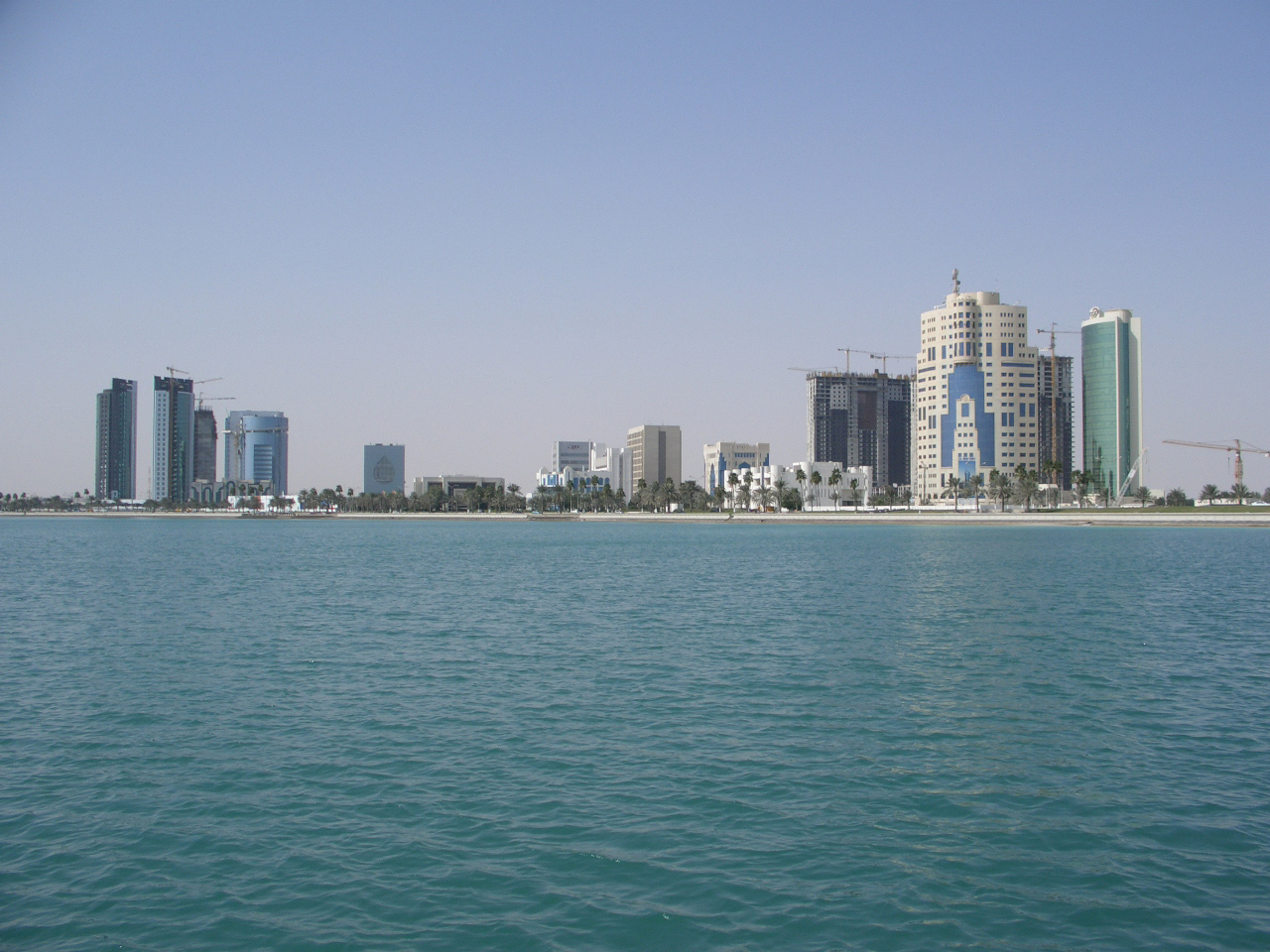
Doha

- Dar es Salaam (Tanzània) (capital administrativa)
- Damasc (Síria)
- Dhaka (Bangladesh)
- Dili (Timor Oriental)
- Djibouti (Djibouti)
- Dodoma (Tanzània) (capital oficial)
- Doha (Qatar)
- Dublín (Irlanda)
- Duixanbe (Tadjikistan)

## E
- Erevan (Armènia)
- Estocolm (Suècia)

## F
- Freetown (Sierra Leone)
- Funafuti (Tuvalu)

## G
- Gaborone (Botswana)
- Georgetown (Guyana)
- Gitega (Burundi)
- Guatemala (Guatemala)

## H

Hèlsinki

- la Haia (Països Baixos) (capital administrativa)
- Hanoi (Vietnam)
- Harare (Zimbàbue)
- l'Havana (Cuba)
- Hèlsinki (Finlàndia)
- Honiara (Salomó)

## I
- Islamabad (Pakistan)

## J
- Jakarta (Indonèsia)
- Jerusalem (Israel)
- Juba (Sudan del Sud)

## K
- Kabul (Afganistan)
- Kampala (Uganda)
- Katmandú (Nepal)
- Khartum (Sudan)
- Kíev (Ucraïna)
- Kigali (Ruanda)
- Kingston (Jamaica)

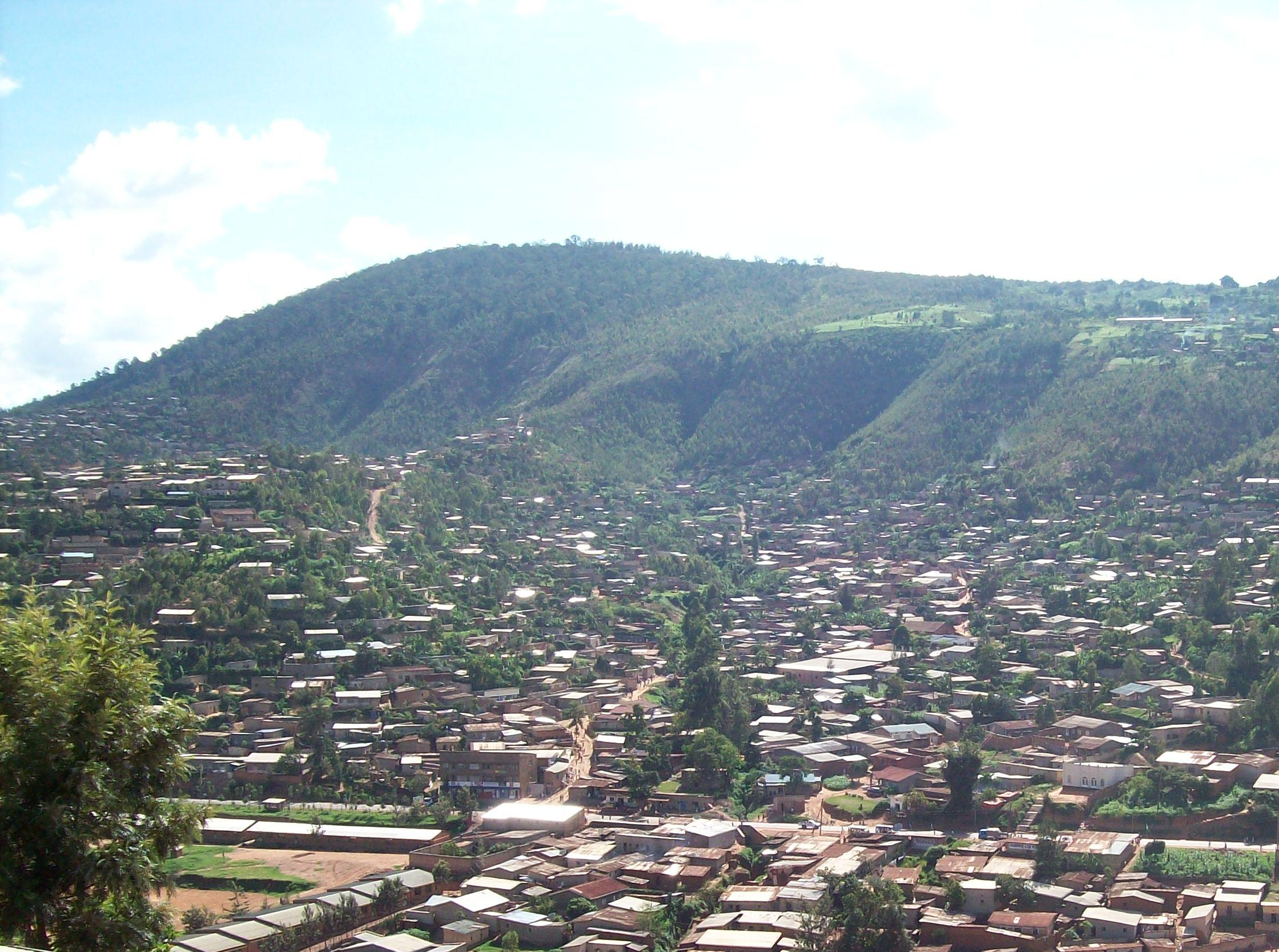
Kigali

- Kingstown (Saint Vincent i les Grenadines)
- Kinshasa (República Democràtica del Congo)
- Kuala Lumpur (Malàisia) (capital oficial)
- al-Kuwait (Kuwait)

## L

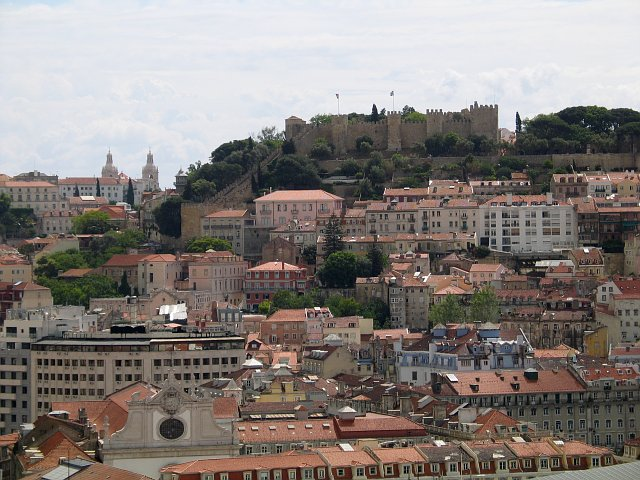
Lisboa

- La Paz (Bolívia) (capital administrativa)
- Libreville (Gabon)
- Lilongwe (Malawi)
- Lima (Perú)
- Lisboa (Portugal)
- Ljubljana (Eslovènia)
- Lobamba (Swazilàndia) (capital reial i legislativa)
- Lomé (Togo)
- Londres (Regne Unit)
- Luanda (Angola)
- Lusaka (Zàmbia)
- Luxemburg (Luxemburg)

## M
- Madrid (Espanya)
- Majuro (Illes Marshall)
- Malabo (Guinea Equatorial)
- Malé (Maldives)
- Managua (Nicaragua)
- al-Manama (Bahrain)
- Manila (Filipines)
- Maputo (Moçambic)
- Maseru (Lesotho)
- Masqat (Oman)

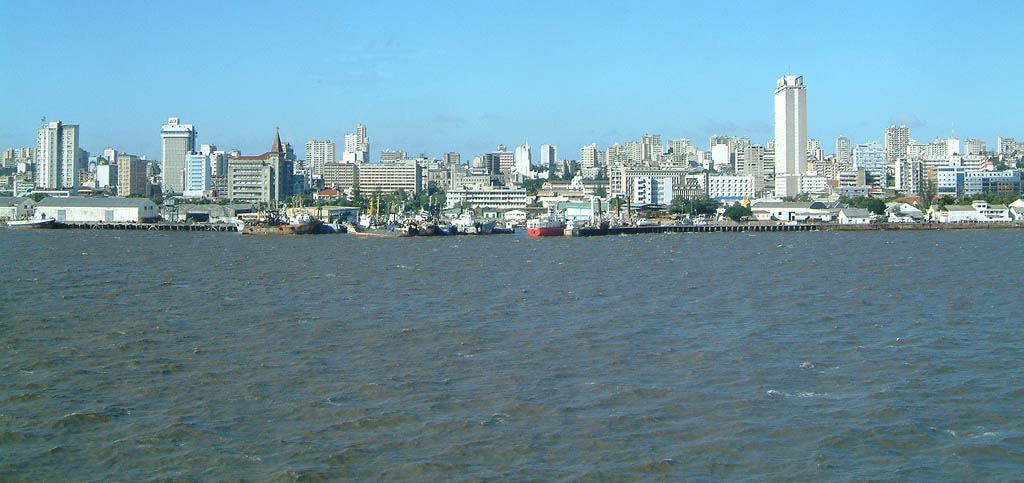
Maputo

- Mbabane (Swazilàndia) (capital administrativa)
- Melekeok (Palau)
- Mèxic (Mèxic)
- Minsk (Belarús)
- Mònaco (Mònaco)
- Monròvia (Libèria)
- Montevideo (Uruguai)
- Moroni (Comores)
- Moscou (Rússia)
- Muqdisho (Somàlia)

## N

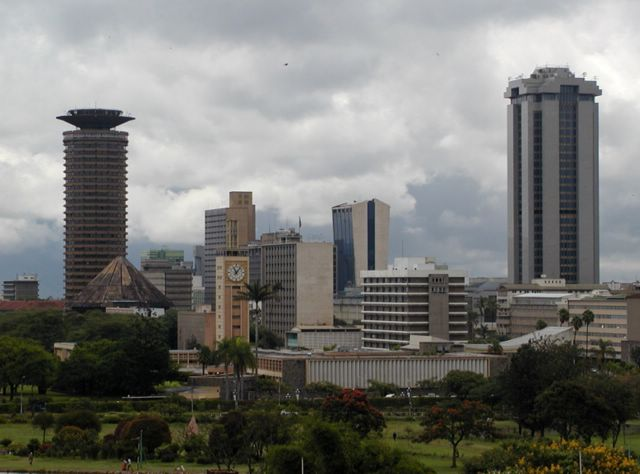
Nairobi

- Nairobi (Kenya)
- Nassau (Bahames)
- Naypyidaw (Myanmar)
- N'Djamena (Txad)
- Niamey (Níger)
- Nicòsia (Xipre)
- Nouakchott (Mauritània)
- Nova Delhi (Índia)
- Nuku'alofa (Tonga)

## O
- Oslo (Noruega)
- Ottawa (Canadà)
- Ouagadougou (Burkina Faso)

## P

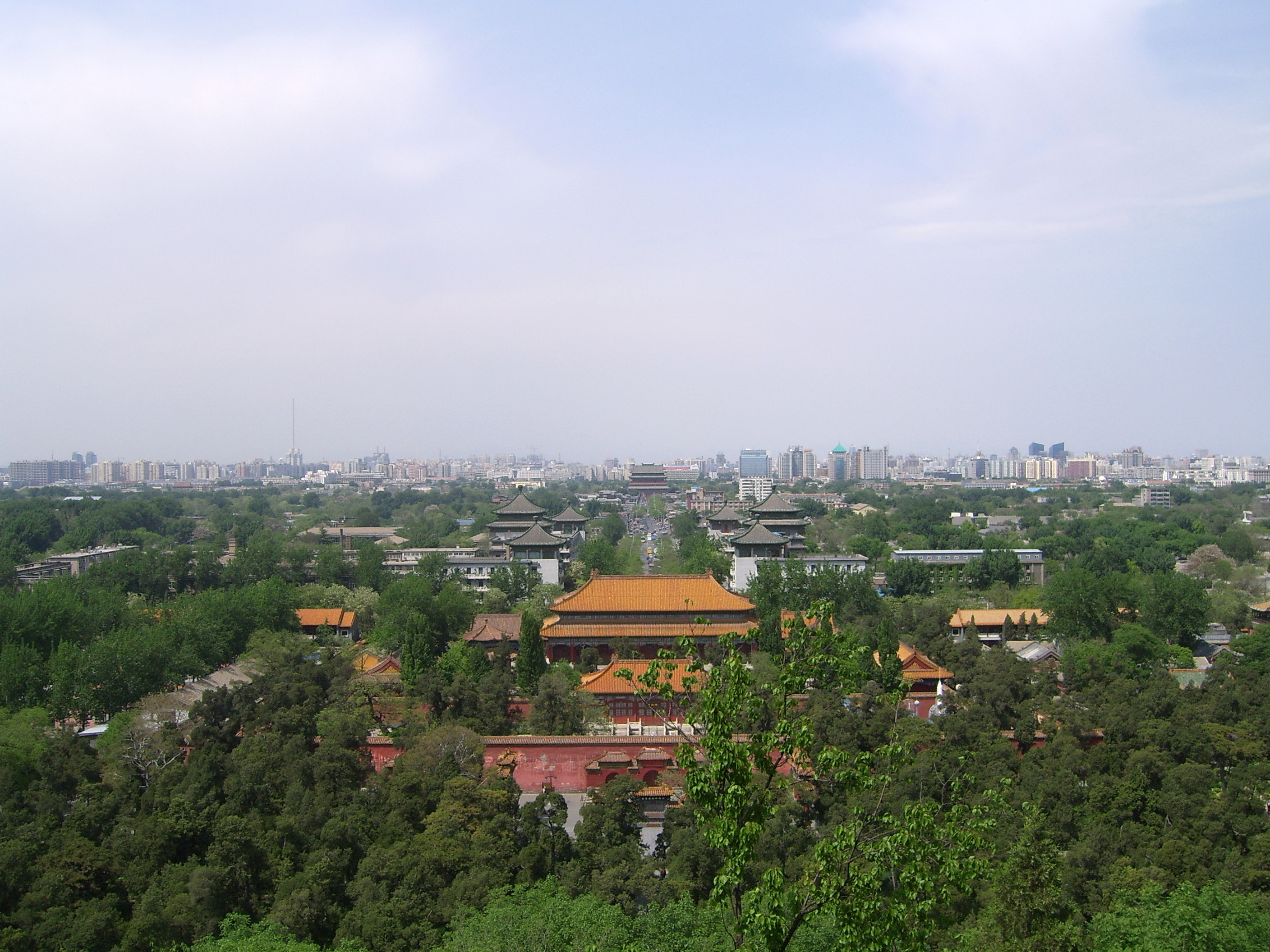
Pequín

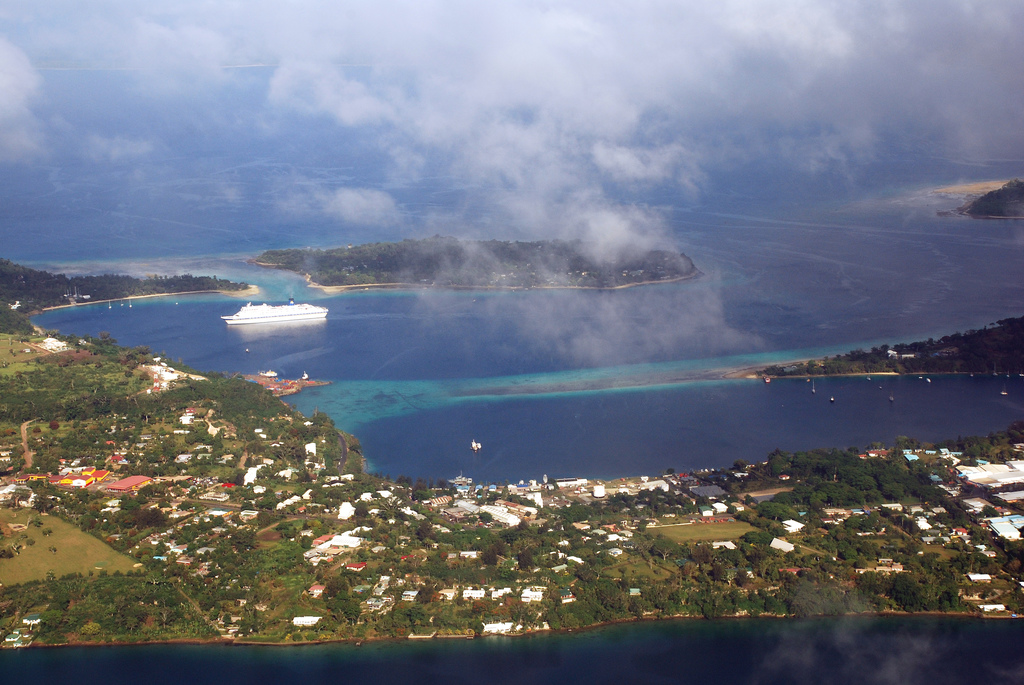
Port Vila

- Palikir (Estats Federats de Micronèsia)
- Panamà (Panamà)
- Paramaribo (Surinam)
- París (França)
- Pequín (República Popular de la Xina)
- Phnom Penh (Cambodja)
- Podgorica (Montenegro)
- Port Louis (Maurici)
- Port Moresby (Papua Nova Guinea)
- Port Vila (Vanuatu)
- Port-au-Prince (Haití)
- Port-of-Spain (Trinitat i Tobago)
- Porto-Novo (Benín) (capital oficial)
- Praga (República Txeca)
- Praia (Cap Verd)
- Pretoria (Sud-àfrica) (capital oficial)
- Pristina (Kosovo)
- Putrajaya (Malàisia) (capital administrativa)
- Pyongyang (Corea del Nord)

## Q
- Quito (Equador)

## R

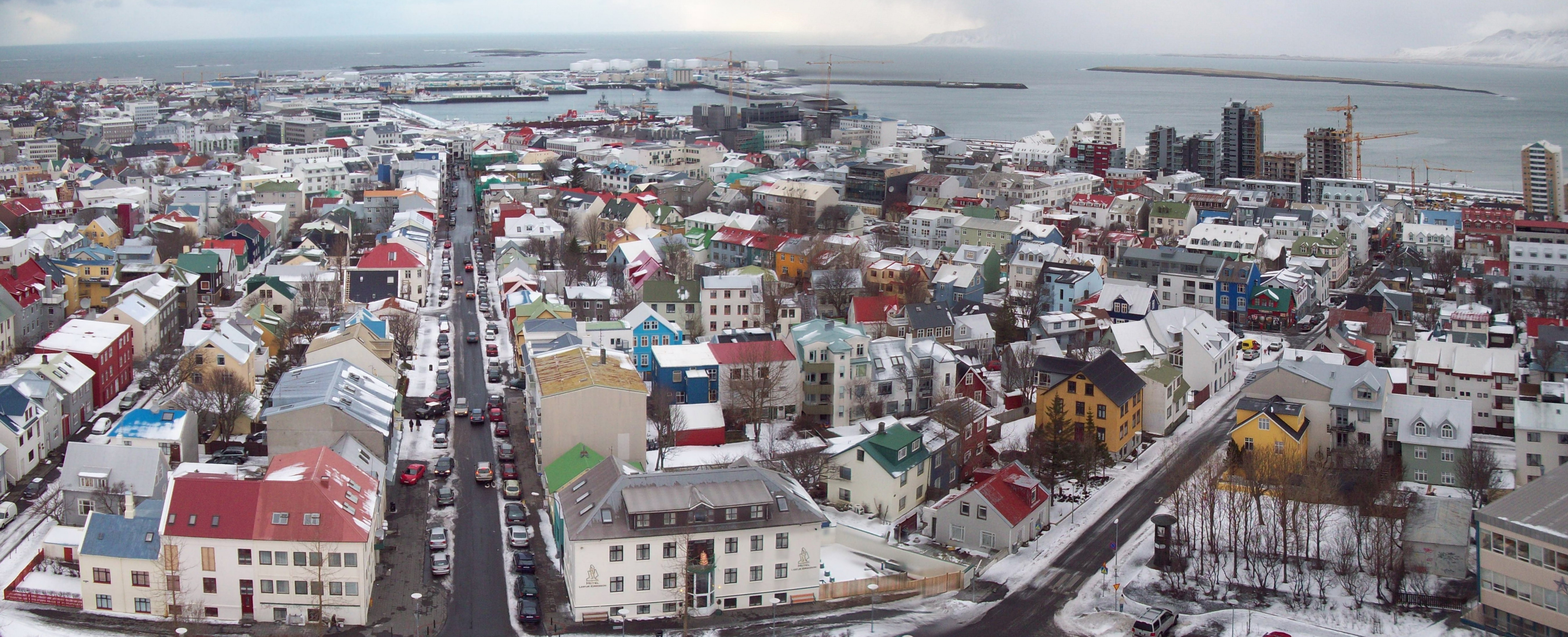
Reykjavík

- Rabat (Marroc)
- Reykjavík (Islàndia)
- Riga (Letònia)
- al-Riyad (Aràbia Saudita)
- Roma (Itàlia)
- Roseau (Dominica)

## S
- Saint George's (Grenada)
- Saint John's (Antigua i Barbuda)

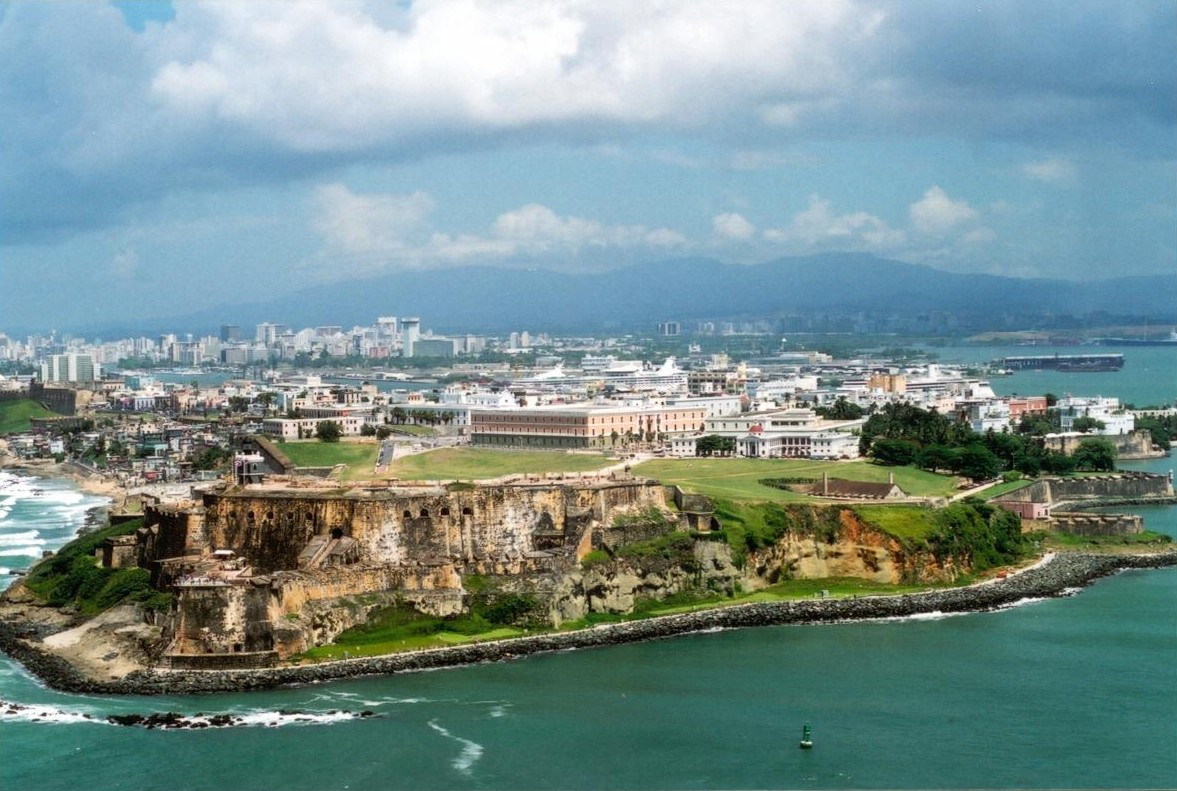
San Juan

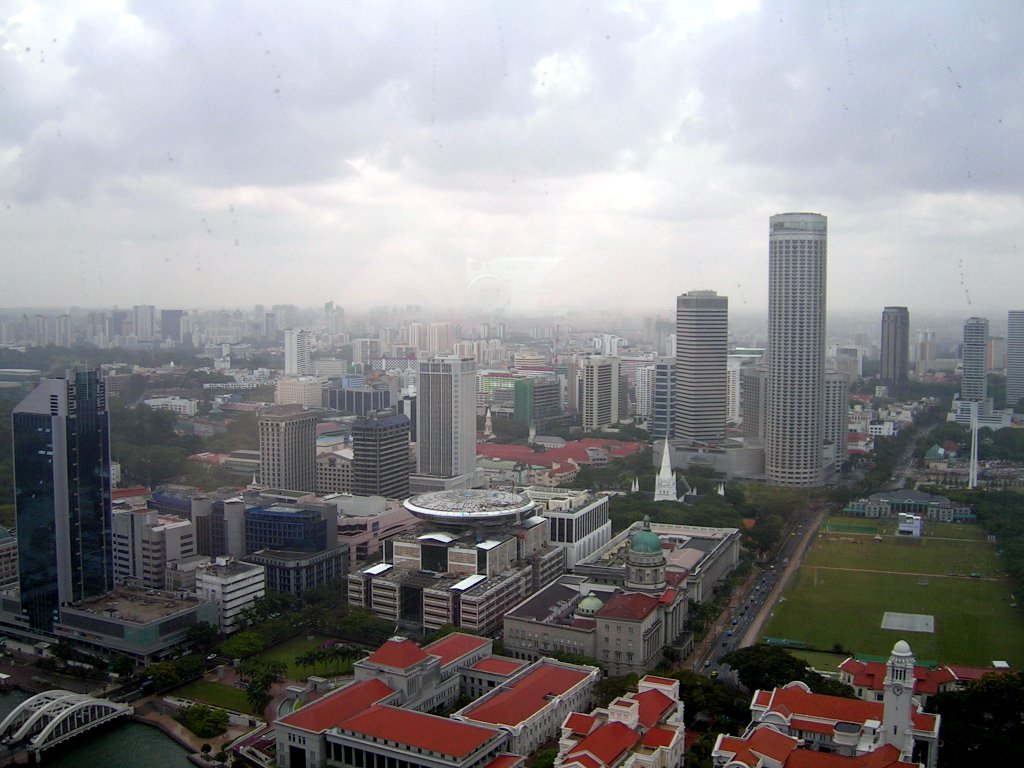
Singapur

- Saipan (Illes Mariannes Septentrionals, estat lliure associat dels Estats Units)
- San José (Costa Rica)
- San Juan (Puerto Rico, estat lliure associat dels Estats Units)
- San Marino (San Marino)
- San Salvador (El Salvador)
- Sanà (Iemen)
- Santiago (Xile)
- Santo Domingo (República Dominicana)
- São Tomé (São Tomé i Príncipe)
- Sarajevo (Bòsnia i Hercegovina)
- Seül (Corea del Sud)
- Singapur (Singapur)
- Skopje (Macedònia del Nord)
- Sofia (Bulgària)
- Sri Jayewardenepura (Sri Lanka)
- Sucre (Bolívia) (capital oficial)
- Suva (Fiji)

## T

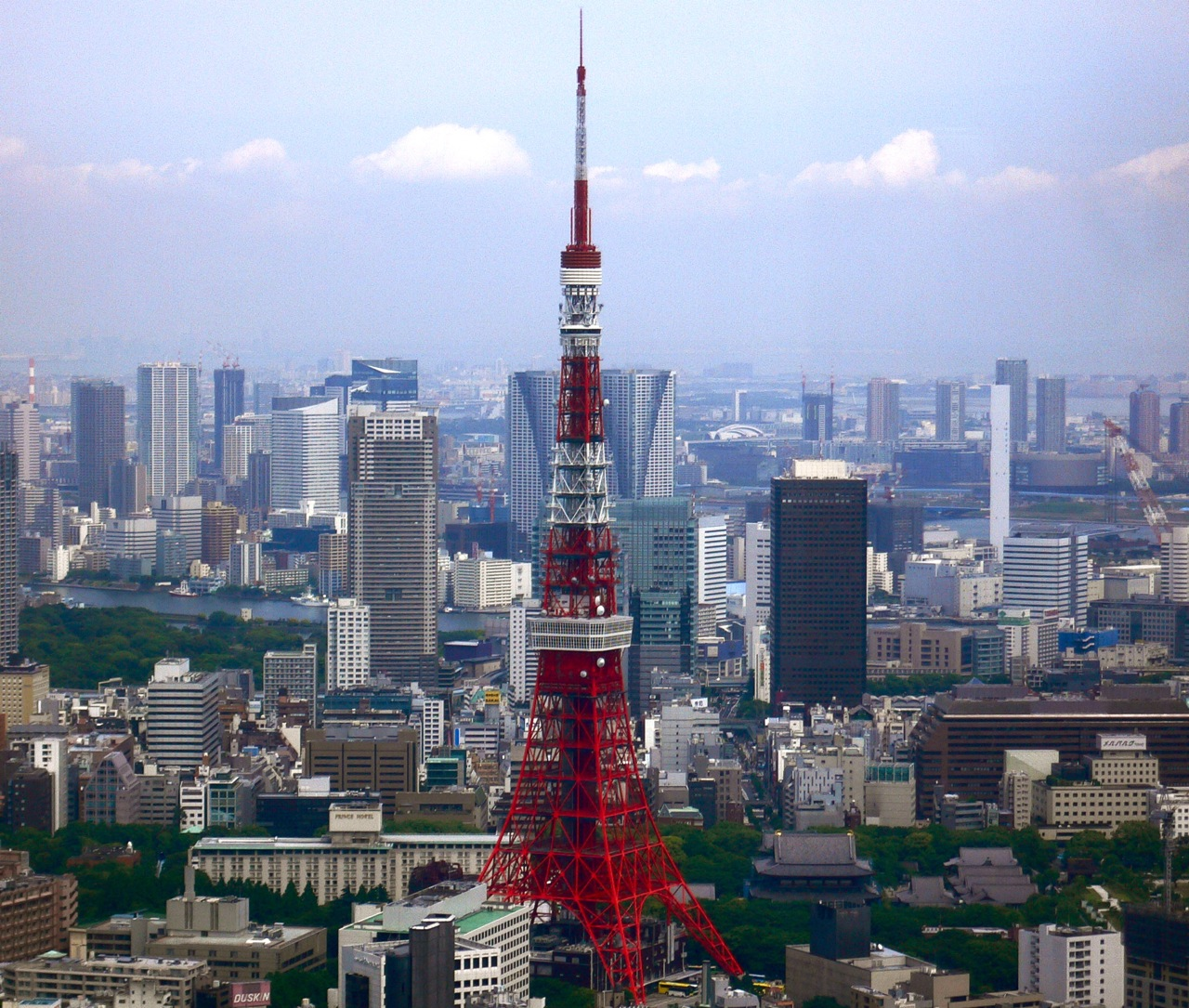
Tòquio

- Taipei (Taiwan)
- Taixkent (Uzbekistan)
- Tallinn (Estònia)
- Tarawa Sud (Kiribati)
- Tbilisi (Geòrgia)
- Tegucigalpa (Hondures)
- Teheran (Iran)
- Thimbu (Bhutan)
- Tirana (Albània)
- Tòquio (Japó)
- Trípoli (Líbia)
- Tunis (Tunísia)

## U
- Ulan Bator (Mongòlia)

## V

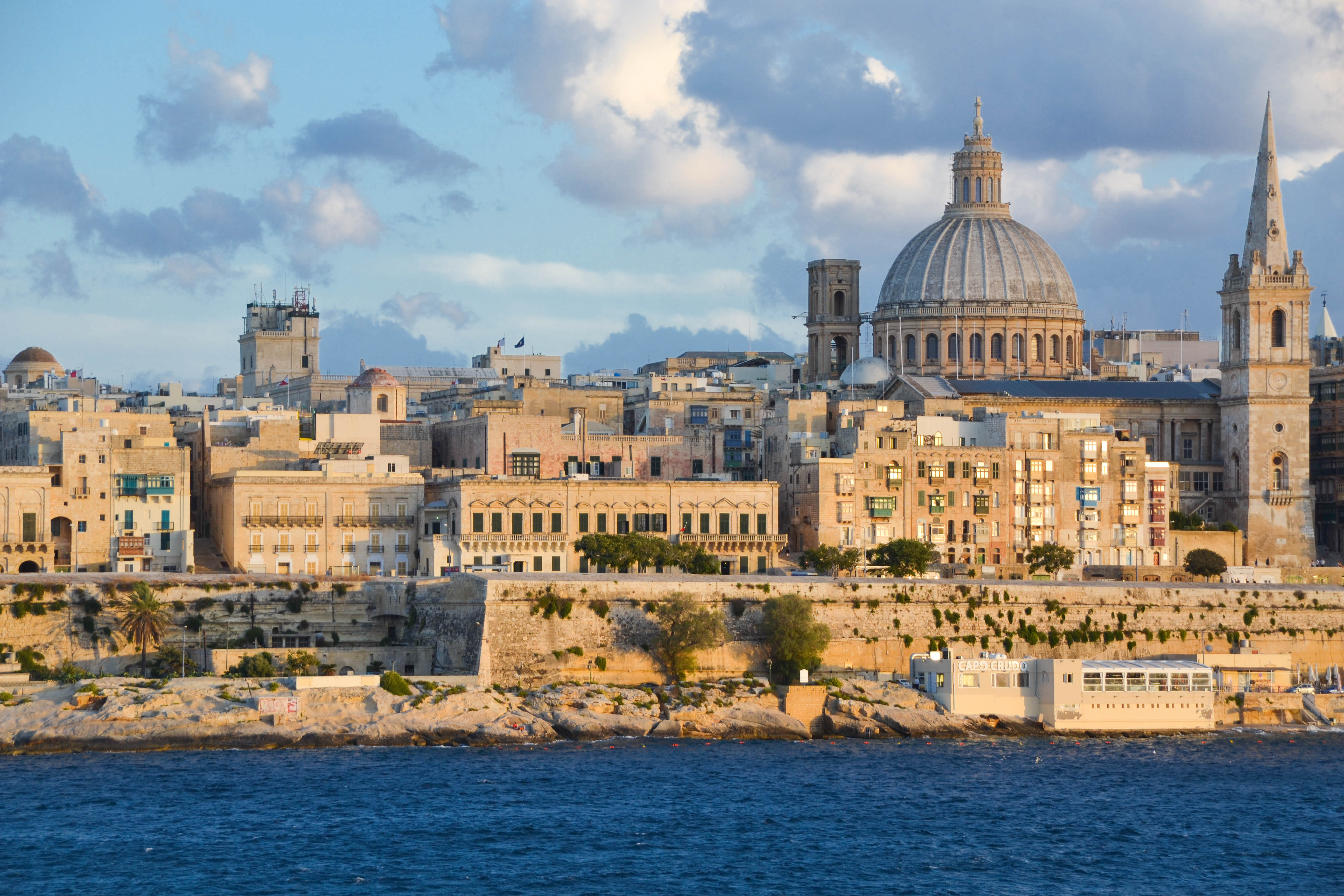
la Valletta

- Vaduz (Liechtenstein)
- la Valletta (Malta)
- Varsòvia (Polònia)
- Vaticà (Vaticà)
- Victòria (Seychelles)
- Viena (Àustria)
- Vientiane (Laos)
- Vílnius (Lituània)

## W
- Washington (Estats Units)
- Wellington (Nova Zelanda)
- Windhoek (Namíbia)

## Y
- Yaoundé (Camerun)
- Yamoussoukro (Costa d'Ivori) (capital oficial)
- Yaren (Nauru)

## Z
- Zagreb (Croàcia)